# Fussball Club Wil 1900 2012-2013
Questa voce raccoglie le informazioni riguardanti il Fussball Club Wil 1900 nelle competizioni ufficiali della stagione 2012-2013.

## Stagione
Nella stagione 2012-2013 il Wil, allenato da Axel Thoma, concluse il campionato di Challenge League al 4º posto. In Coppa Svizzera il Wil fu eliminato ai quarti di finale dal Zurigo.

## Rosa
| N. |                           | Ruolo | Calciatore          |
| -- | ------------------------- | ----- | ------------------- |
| 1  | Svizzera (bandiera)       | P     | Davide Eichenberger |
| 1  | Albania (bandiera)        | P     | Arianit Lazraj      |
| 2  | Corea del Nord (bandiera) | D     | Cha Jong-hyok       |
| 2  | Brasile (bandiera)        | D     | Dutra               |
| 2  | Svizzera (bandiera)       | C     | Basil Stillhart     |
| 3  | Germania (bandiera)       | C     | Berkan Afşarlı      |
| 4  | Svizzera (bandiera)       | D     | Granit Lekaj        |
| 5  | Francia (bandiera)        | D     | Abdoul Diakité      |
| 6  | Svizzera (bandiera)       | C     | Ergün Berisha       |
| 8  | Svizzera (bandiera)       | D     | Pascal Cerrone      |
| 9  | Svizzera (bandiera)       | A     | Ivan Audino         |
| 10 | Francia (bandiera)        | C     | Marko Muslin        |
| 11 | Svizzera (bandiera)       | A     | Stjepan Vuleta      |

| N. |                               | Ruolo | Calciatore         |
| -- | ----------------------------- | ----- | ------------------ |
| 12 | Svizzera (bandiera)           | C     | Sandro Lombardi    |
| 14 | Filippine (bandiera)          | C     | Martin Steuble     |
| 15 | Haiti (bandiera)              | D     | Kim Jaggy          |
| 16 | Brasile (bandiera)            | C     | Marlon             |
| 17 | Svizzera (bandiera)           | C     | Claudio Holenstein |
| 18 | Svizzera (bandiera)           | P     | Timon Waldvogel    |
| 19 | Svizzera (bandiera)           | C     | Nikola Bozic       |
| 20 | Svizzera (bandiera)           | C     | Enack Kilafu       |
| 23 | Macedonia del Nord (bandiera) | A     | Orhan Mustafi      |
| 24 | Svizzera (bandiera)           | C     | Gabriel Lüchinger  |
| 25 | Svizzera (bandiera)           | D     | Cédric Mandelli    |
| 25 | Svizzera (bandiera)           | C     | Dominic Beck       |
| 30 | Italia (bandiera)             | P     | Carlo Zotti        |

## Organigramma societario
Area tecnica
- Allenatore: Axel Thoma
- Allenatore in seconda: Neno Kuruzovic
- Preparatore dei portieri:
- Preparatori atletici:

## Calciomercato

### Sessione estiva
| Acquisti | Acquisti          | Acquisti        | Acquisti |
| R.       | Nome              | da              | Modalità |
| -------- | ----------------- | --------------- | -------- |
| A        | Ivan Audino       | Zurigo II       |          |
| D        | Pascal Cerrone    | Vaduz           |          |
| C        | Gabriel Lüchinger | San Gallo       |          |
| C        | Marko Muslin      | Losanna         |          |
| C        | Martin Steuble    | Wohlen          |          |
| P        | Timon Waldvogel   | San Gallo       |          |
| P        | Carlo Zotti       | Losone Sportiva |          |

| Cessioni | Cessioni            | Cessioni  | Cessioni |
| R.       | Nome                | a         | Modalità |
| -------- | ------------------- | --------- | -------- |
| A        | Adis Jahović        | Zurigo    |          |
| D        | Ifraim Alija        | Gossau    |          |
| C        | Sergio Bastida      | Wohlen    |          |
| A        | Džengis Čavušević   | San Gallo |          |
| P        | Guillaume Faivre    | Thun      |          |
| C        | Stefano Milani      | Wohlen    |          |
| A        | Anatole Ngamukol    | Thun      |          |
| D        | Fabian Schär        | Basilea   |          |
| C        | Mario Schönenberger | San Gallo |          |

### Sessione invernale
| Acquisti | Acquisti       | Acquisti     | Acquisti |
| R.       | Nome           | da           | Modalità |
| -------- | -------------- | ------------ | -------- |
| C        | Ergün Berisha  | Udinese U19  |          |
| A        | Orhan Mustafi  | Grasshoppers |          |
| A        | Stjepan Vuleta | Basilea      |          |
| P        | Arianit Lazraj | Winkeln      |          |

| Cessioni | Cessioni       | Cessioni | Cessioni |
| R.       | Nome           | a        | Modalità |
| -------- | -------------- | -------- | -------- |
| A        | Otele Mouangue | Lucerna  |          |
| A        | Rim Chol-min   | Brühl    |          |

## Risultati

### Challenge League

#### Prima fase, girone di andata
| Arbitro: | Erlachner |

|                                   |           |              |
| Shalaj 20’ Witschi 61’ Bebeto 87’ | Marcatori | 45’ Mouangue |

| Arbitro: | Wermelinger |

|  |           |             |
|  | Marcatori | 45’ Tosetti |

| Arbitro: | Jancevski |

|                                   |           |                            |
| Marchesano 63’ Neumayr 65’ (rig.) | Marcatori | 34’ Jaggy 44’, 89’ Jahović |

| Arbitro: | Winter |

|                                    |           |  |
| Safari 31’ Doudin 47’ Di Nardo 90’ | Marcatori |  |

| Arbitro: | Fähndrich |

|  |           |                           |
|  | Marcatori | 37’, 62’ Callà 86’ Widmer |

| Arbitro: | Wermelinger |

|                                                |           |            |
| Jahović 49’ (rig.), 57’, 90’ (rig.) Audino 84’ | Marcatori | 68’ Barras |

| Arbitro: | Zimmermann |

|  |           |                                      |
|  | Marcatori | 11’ Muslin 50’ Kilafu 72’ Holenstein |

| Arbitro: | Schärer |

|                                  |           |             |
| Jahović 56’, 75’ (rig.) Hima 67’ | Marcatori | 77’ Hassell |

| Arbitro: | Huwiler |

|                          |           |                                     |
| Exouzidīs 7’ Lüscher 78’ | Marcatori | 70’ Muslin 74’ Steuble 90’ Mouangue |

#### Prima fase, girone di ritorno
| Arbitro: | San |

|  |           |                 |
|  | Marcatori | 3’ (aut.) Lekaj |

| Arbitro: | Erlachner |

|                                     |           |           |
| Cerrone 36’ Audino 39’ Mouangue 59’ | Marcatori | 54’ Imren |

| Arbitro: | Gut |

|                                        |           |                             |
| Widmer 41’ Nganga 45’, 80’ Marazzi 86’ | Marcatori | 10’ Holenstein 72’ Mouangue |

| Arbitro: | Bieri |

|                              |           |  |
| Muslin 66’ Vuille 90’ (aut.) | Marcatori |  |

| Arbitro: | Schnyder |

|           |           |                       |
| Afonso 4’ | Marcatori | 86’ Lekaj 90’ Steuble |

| Arbitro: | Fähndrich |

|                      |           |                              |
| Pimenta 15’ Daud 89’ | Marcatori | 25’ Audino 40’, 69’ Mouangue |

| Arbitro: | Jancevski |

|           |           |           |
| Bozic 85’ | Marcatori | 64’ Bašić |

| Arbitro: | Graf |

|                          |           |                                    |
| Ianu 42’ Gaspar 44’, 61’ | Marcatori | 3’ (aut.) Weller 88’, 90’ Lombardi |

| Arbitro: | Gut |

|                                  |           |  |
| Mouangue 2’, 31’, 45’ Audino 76’ | Marcatori |  |

#### Seconda fase, girone di andata
| Arbitro: | Gut |

|            |           |                          |
| Doudin 69’ | Marcatori | 37’ Lüchinger 49’ Kilafu |

| Arbitro: | Fähndrich |

|  |           |               |
|  | Marcatori | 61’ Quaresima |

| Arbitro: | Schärer |

|                          |           |                                       |
| Paçarizi 83’ Mazzola 88’ | Marcatori | 26’ Holenstein 39’ Cerrone 76’ Audino |

| Arbitro: | Gut |

|                      |           |                                              |
| Audino 26’ Bozic 49’ | Marcatori | 25’ (rig.) Burgmeier 82’ Afonso 90’ Abegglen |

| Arbitro: | Jancevski |

|                |           |  |
| Holenstein 57’ | Marcatori |  |

| Arbitro: | Studer |

|                                                                                    |           |  |
| Schürpf 21’, 51’, 70’ Ruiz 32’ Ciarrocchi 46’ Yakın 68’ (rig.) Marchesano 73’, 90’ | Marcatori |  |

| Arbitro: | Superczynski |

|                |           |            |
| Holenstein 55’ | Marcatori | 39’ Markaj |

| Arbitro: | Gut |

|                        |           |                   |
| Nganga 24’ Schultz 53’ | Marcatori | 45’ (rig.) Vuleta |

| Wohlen 14 aprile 2013, ore 16:00 CEST 27ª giornata | Wohlen    | 0 – 0 referto | Wil | Stadion Niedermatten (1 050 spett.)\| Arbitro: \| Fähndrich \| |
| Arbitro:                                           | Fähndrich |               |     |                                                                |

#### Seconda fase, girone di ritorno
| Arbitro: | Huwiler |

|                           |           |                                |
| Holenstein 66’ Muslin 80’ | Marcatori | 9’ Rodríguez 68’ Yakın 73’ Pak |

| Arbitro: | Amhof |

|                      |           |                                       |
| Sadiku 31’ Bašić 39’ | Marcatori | 26’ Holenstein 90’ Cerrone 90’ Audino |

| Arbitro: | San |

|  |           |            |
|  | Marcatori | 18’ Doudin |

| Arbitro: | Gut |

|             |           |                        |
| Berisha 17’ | Marcatori | 26’ Bijelić 84’ Muscia |

| Arbitro: | Huwiler |

|                    |           |                              |
| Quaresima 72’, 73’ | Marcatori | 27’ (rig.) Vuleta 33’ Audino |

| Arbitro: | Gut |

|  |           |             |
|  | Marcatori | 60’ Koubský |

| Arbitro: | Gut |

|                                   |           |  |
| Pacar 49’ Aratore 69’ Katanha 89’ | Marcatori |  |

| Arbitro: | Fähndrich |

|                                         |           |                        |
| Vuleta 29’ (rig.) Holenstein 47’ (rig.) | Marcatori | 67’ Paçarizi 76’ Spini |

| Arbitro: | Jancevski |

|  |           |                    |
|  | Marcatori | 59’, 61’ Lüchinger |

### Coppa Svizzera
| 16 settembre 2012, ore 15:00 CEST Primo turno | Windisch | 0 – 7 | Wil |  |

| 10 novembre 2012, ore 16:00 CET Secondo turno | Schötz | 1 – 4 | Wil |  |

| 9 dicembre 2012, ore 14:30 CET Ottavi di finale | Wil | 4 – 3 | Young Boys |  |

| Arbitro: | Amhof |

|                       |           |                                                      |
| Muslin 28’ Audino 95’ | Marcatori | 5’ Gavranović 93’ Gajić 114’ Drmić 118’ Schönbächler |

## Statistiche

### Statistiche di squadra
| Competizione     | Punti | In casa | In casa | In casa | In casa | In casa | In casa | In trasferta | In trasferta | In trasferta | In trasferta | In trasferta | In trasferta | Totale | Totale | Totale | Totale | Totale | Totale | DR |
| Competizione     | Punti | G       | V       | N       | P       | Gf      | Gs      | G            | V            | N            | P            | Gf           | Gs           | G      | V      | N      | P      | Gf     | Gs     | DR |
| ---------------- | ----- | ------- | ------- | ------- | ------- | ------- | ------- | ------------ | ------------ | ------------ | ------------ | ------------ | ------------ | ------ | ------ | ------ | ------ | ------ | ------ | -- |
| Challenge League | 51    | 18      | 6       | 3       | 9       | 26      | 25      | 18           | 9            | 3            | 6            | 33           | 40           | 36     | 15     | 6      | 15     | 59     | 65     | -6 |
| Coppa Svizzera   | -     | 2       | 1       | 0       | 1       | 6       | 7       | 2            | 2            | 0            | 0            | 11           | 1            | 4      | 3      | 0      | 1      | 17     | 8      | +9 |
| Totale           | 51    | 20      | 7       | 3       | 10      | 32      | 32      | 20           | 11           | 3            | 6            | 44           | 41           | 40     | 18     | 6      | 16     | 76     | 73     | +3 |

### Andamento in campionato
| Giornata  | 1 | 2 | 3 | 4 | 5 | 6 | 7 | 8 | 9 | 10 | 11 | 12 | 13 | 14 | 15 | 16 | 17 | 18 | 19 | 20 | 21 | 22 | 23 | 24 | 25 | 26 | 27 | 28 | 29 | 30 | 31 | 32 | 33 | 34 | 35 | 36 |
| --------- | - | - | - | - | - | - | - | - | - | -- | -- | -- | -- | -- | -- | -- | -- | -- | -- | -- | -- | -- | -- | -- | -- | -- | -- | -- | -- | -- | -- | -- | -- | -- | -- | -- |
| Luogo     | T | C | T | T | C | C | T | C | T | C  | C  | T  | C  | T  | T  | C  | T  | C  | T  | C  | T  | C  | C  | T  | C  | T  | T  | C  | T  | C  | C  | T  | C  | T  | C  | T  |
| Risultato | P | P | V | P | P | V | V | V | V | P  | V  | P  | V  | V  | V  | N  | N  | V  | V  | P  | V  | P  | V  | P  | N  | P  | N  | P  | V  | P  | P  | N  | P  | P  | N  | V  |
| Posizione | 9 | 9 | 7 | 8 | 9 | 8 | 7 | 6 | 3 | 4  | 2  | 2  | 2  | 2  | 2  | 3  | 3  | 2  | 2  | 2  | 2  | 2  | 2  | 3  | 4  | 4  | 4  | 4  | 4  | 4  | 4  | 4  | 4  | 4  | 4  | 4  |

Legenda:

Luogo: C = Casa; T = Trasferta. Risultato: V = Vittoria; N = Pareggio; P = Sconfitta.

### Statistiche dei giocatori
| Giocatore       | Challenge League | Challenge League | Challenge League | Challenge League | Coppa Svizzera | Coppa Svizzera | Coppa Svizzera | Coppa Svizzera | Totale   | Totale | Totale      | Totale     |
| Giocatore       | Presenze         | Reti             | Ammonizioni      | Espulsioni       | Presenze       | Reti           | Ammonizioni    | Espulsioni     | Presenze | Reti   | Ammonizioni | Espulsioni |
| --------------- | ---------------- | ---------------- | ---------------- | ---------------- | -------------- | -------------- | -------------- | -------------- | -------- | ------ | ----------- | ---------- |
| B. Afşarlı      | 16               | 0                | 2                | 0                | 0              | 0              | 0              | 0              | 16       | 0      | 2           | 0          |
| I. Audino       | 29               | 8                | 7                | 1                | 1              | 1              | 0              | 0              | 30       | 9      | 7           | 1          |
| D. Beck         | 1                | 0                | 0                | 0                | 0              | 0              | 0              | 0              | 1        | 0      | 0           | 0          |
| E. Berisha      | 15               | 1                | 4                | 0                | 1              | 0              | 1              | 0              | 16       | 1      | 5           | 0          |
| N. Bozic        | 32               | 2                | 1                | 0                | 1              | 0              | 0              | 0              | 33       | 2      | 1           | 0          |
| P. Cerrone      | 34               | 3                | 4                | 1                | 1              | 0              | 1              | 0              | 35       | 3      | 5           | 1          |
| J. Cha          | 27               | 0                | 3                | 2                | 1              | 0              | 1              | 0              | 28       | 0      | 4           | 2          |
| A. Diakité      | 0                | 0                | 0                | 0                | 0              | 0              | 0              | 0              | 0        | 0      | 0           | 0          |
| D. Dutra        | 0                | 0                | 0                | 0                | 0              | 0              | 0              | 0              | 0        | 0      | 0           | 0          |
| D. Eichenberger | 1                | 0                | 0                | 0                | 0              | 0              | 0              | 0              | 1        | 0      | 0           | 0          |
| Y. Hima         | 13               | 1                | 2                | 0                | 0              | 0              | 0              | 0              | 13       | 1      | 2           | 0          |
| C. Holenstein   | 36               | 8                | 2                | 0                | 1              | 0              | 0              | 0              | 37       | 8      | 2           | 0          |
| K. Jaggy        | 34               | 1                | 4                | 0                | 1              | 0              | 0              | 0              | 35       | 1      | 4           | 0          |
| A. Jahović      | 6                | 7                | 1                | 1                | 0              | 0              | 0              | 0              | 6        | 7      | 1           | 1          |
| E. Kilafu       | 22               | 2                | 1                | 0                | 0              | 0              | 0              | 0              | 22       | 2      | 1           | 0          |
| A. Lazraj       | 0                | 0                | 0                | 0                | 0              | 0              | 0              | 0              | 0        | 0      | 0           | 0          |
| G. Lekaj        | 34               | 1                | 7                | 1                | 1              | 0              | 0              | 0              | 35       | 1      | 7           | 1          |
| L. Leuzinger    | 0                | 0                | 0                | 0                | 0              | 0              | 0              | 0              | 0        | 0      | 0           | 0          |
| S. Lombardi     | 18               | 2                | 3                | 1                | 0              | 0              | 0              | 0              | 18       | 2      | 3           | 1          |
| G. Lüchinger    | 22               | 3                | 1                | 0                | 1              | 0              | 0              | 0              | 23       | 3      | 1           | 0          |
| C. Mandelli     | 1                | 0                | 0                | 0                | 0              | 0              | 0              | 0              | 1        | 0      | 0           | 0          |
| M. Marlon       | 17               | 0                | 1                | 0                | 1              | 0              | 0              | 0              | 18       | 0      | 1           | 0          |
| O. Mouangue     | 16               | 9                | 0                | 0                | 0              | 0              | 0              | 0              | 16       | 9      | 0           | 0          |
| M. Muslin       | 35               | 4                | 5                | 0                | 1              | 1              | 0              | 0              | 36       | 5      | 5           | 0          |
| O. Mustafi      | 0                | 0                | 0                | 0                | 0              | 0              | 0              | 0              | 0        | 0      | 0           | 0          |
| M. Steuble      | 30               | 2                | 5                | 1                | 1              | 0              | 0              | 0              | 31       | 2      | 5           | 1          |
| B. Stillhart    | 1                | 0                | 0                | 0                | 0              | 0              | 0              | 0              | 1        | 0      | 0           | 0          |
| S. Vuleta       | 14               | 3                | 2                | 0                | 1              | 0              | 0              | 0              | 15       | 3      | 2           | 0          |
| T. Waldvogel    | 22               | 0                | 2                | 1                | 0              | 0              | 0              | 0              | 22       | 0      | 2           | 1          |
| C. Zotti        | 16               | 0                | 0                | 0                | 1              | 0              | 0              | 0              | 17       | 0      | 0           | 0          |